# Compasso (geometria)

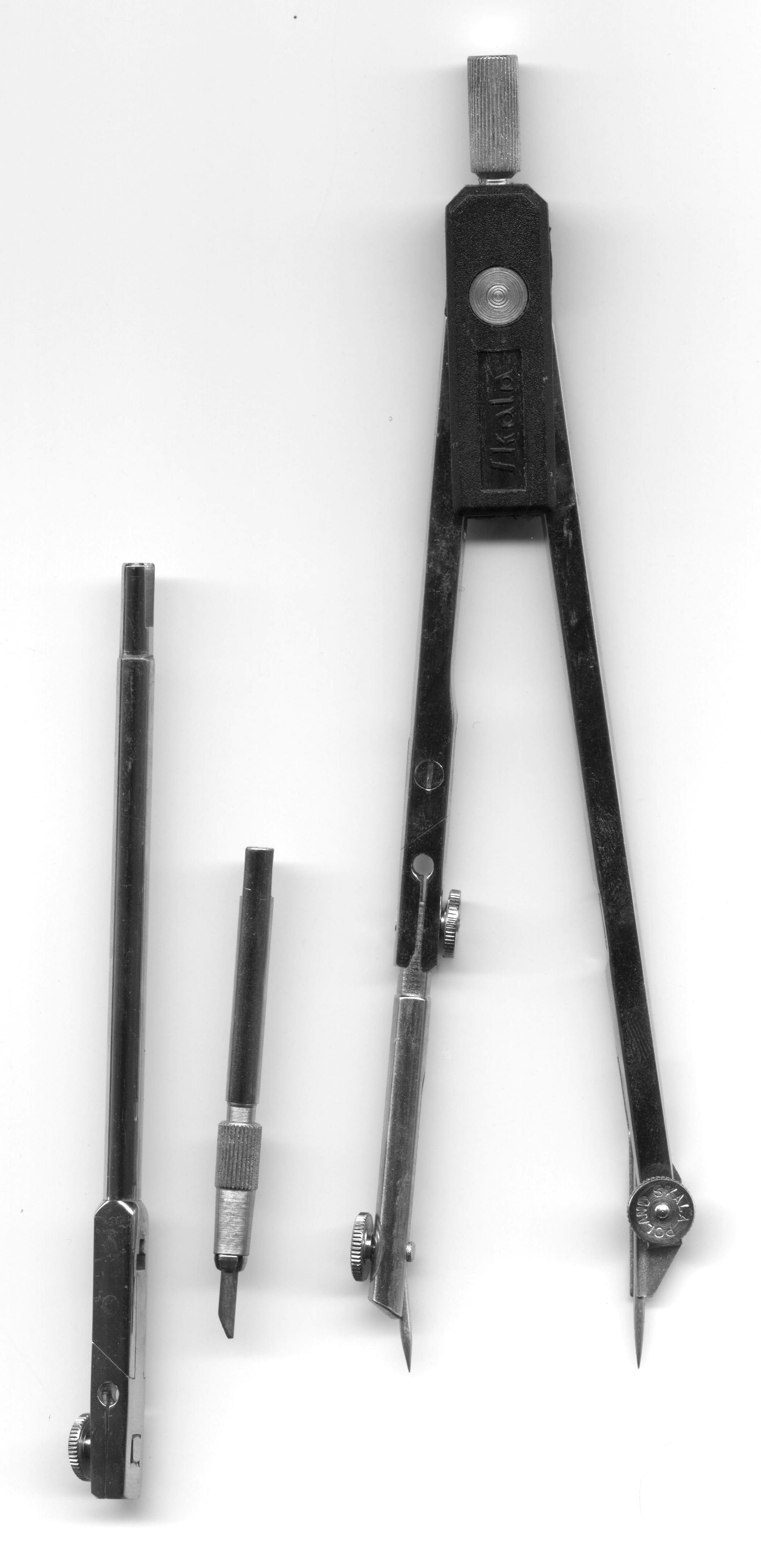
Um compasso

Compasso é um instrumento de desenho que  faz arcos de circunferência. Também serve para marcar um segmento numa reta com comprimento igual a outro segmento dado, e resolver alguns tipos de problemas geométricos, como por exemplo construir um hexágono, ou achar o centro de uma circunferência.
O compasso parabólico que conhecemos hoje foi inventado por Leonardo da Vinci.[carece de fontes?]
Os compassos comuns possuem uma ponta seca, em forma de agulha, que determina um ponto fixo no papel, e outra ponta dotada de um estilete de grafite para traçar a circunferência, tendo como centro a ponta seca. 
Em compassos usados no desenho técnico, a ponta de grafite pode ser substituída por um adaptador, que permite acoplar uma lapiseira ou caneta. Outro acessório destes compassos é o tira-linhas, um instrumento que funciona como uma espécie de bico de pena. É semelhante a uma fina pinça, com um parafuso que permite regular a distância entre as pontas. Deposita-se uma gota de tinta nanquim entre as pontas da pinça, e em seguida se traça a circunferência.
O chamado compasso balaústre, possui um parafuso transversal às duas hastes, que permite ajustar a abertura e mantê-la fixa, impedindo alterar a abertura acidentalmente.
Para permitir o traçado de circunferências de grandes raios, alguns compassos possuem uma ou ambas as hastes telescópicas, que podem ser estendidas até atingir o comprimento necessário.